# (7818) Muirhead
(7818) Muirhead (1990 QO) – planetoida z grupy przecinających orbitę Marsa okrążająca Słońce w ciągu 3 lat i 213 dni w średniej odległości 2,34 j.a. Została odkryta 19 sierpnia 1990 roku.